# 한밤의 침입자
《한밤의 침입자》(Past Midnight)는 미국에서 제작된 잔 일라이어스버그 감독의 1991년 드라마, 미스터리, 멜로/로맨스, 스릴러 영화이다. 룻거 하우어 등이 주연으로 출연하였고 리사 M. 핸슨 등이 제작에 참여하였다. 이 영화는 폴 지아마티에 데뷔 영화이다.

## 출연

### 주연
- 룻거 하우어
- 나타샤 리차드슨

### 조연
- 클랜시 브라운
- 키비비 모니
- 톰 라이트
- 데이너 에스켈슨
- 테드 담즈
- 폴 지아마티
- 가이 보이드
- 찰스 보스웰
- 브라이언 핀니
- 크리샤 페어차일드
- 어니 리블리
- 클로드 바우먼
- 수 모랄즈

## 기타
- 협력프로듀서: 캐터레인 넬
- 협력프로듀서: 쿠엔틴 타란티노
- 미술: 샤론 세이모어
- 의상: 로널드 리몬
- 배역: 조디 로스필드

## 개봉
원래 극장 상영을 염두에 두고 있었으나, 이 영화는 1992년 12월 16일 USA 네트워크를 통해 방영되었다. 1993년 4월 21일 컬럼비아 트리스타 홈 비디오에 의해 비디오 카세트, 레이저디스크로 출시되었으며 2004년 8월 17일 같은 회사에 의해 와이드스크린으로 DVD 출시되었다.